# Parafia św. Stanisława Biskupa i Męczennika w Drużbinie
Parafia Świętego Stanisława Biskupa i Męczennika w Drużbinie – parafia rzymskokatolicka, znajdująca się w diecezji włocławskiej, w dekanacie szadkowskim. 